# Vestal Ridge
Vestal Ridge är en bergstopp i Antarktis. Den ligger i Östantarktis. Nya Zeeland gör anspråk på området. Toppen på Vestal Ridge är 2 240 meter över havet.
Terrängen runt Vestal Ridge är kuperad åt sydost, men åt nordväst är den bergig. Trakten är obefolkad. Det finns inga samhällen i närheten. 